# 1967年の中日ドラゴンズ
1967年の中日ドラゴンズでは、1967年の中日ドラゴンズの動向をまとめる。
この年の中日ドラゴンズは、西沢道夫監督の4年目（途中就任の1964年含む）のシーズンである。

## 概要
4月18日に中日新聞社の与良ヱ社長が急逝したことにより、小山武夫（小山龍三社主・元オーナーの養弟）がオーナー職を引き継ぎ球団社長を兼務することになった。
ここ数年の外国人選手が不振であったことから、この年は1962年前半以来の「純血主義」で行うことに。4月は首位の巨人と2ゲーム差で終えるが、「純血主義」の弊害が出た5月以降成績が伸び悩んで、5月18日には西沢監督が病欠するハプニングまで起こった。その後近藤貞雄投手コーチが監督代行で指揮を執った後、西沢監督が復帰。7月終了時点では巨人と6.5ゲーム差で逆転優勝の可能性を残したが、8月に巨人が12連勝含めて20勝5敗と勝ち越したのに対し、中日は9勝15敗と負け越して差が広がった。最後は阪神との2位争いには勝ったが、3年連続の2位で優勝の巨人に12ゲームもつけられた。投手陣は29勝で最多勝の小川健太郎と14勝の板東英二を中心に、水谷寿伸・山中巽・佐藤公博・門岡信行などがそれなりの成績を残したがチーム防御率が前年から低下し3.31のリーグ4位。打撃陣では中利夫が王貞治（巨人）・近藤和彦（大洋）と争い、自身初の首位打者を獲得するなど終始好調でリーグ2位の148本塁打を記録したほか、チーム打率.248もリーグ2位だったが、エラーも目立ち136失策で、優勝の巨人と45個差の最下位。対戦成績では優勝の巨人をはじめ4球団に勝ち越したが、5位のサンケイに12勝14敗と負け越し全球団勝ち越しはならなかった。西沢監督は1968年も指揮を取る予定ではあったが1月に病気のため辞任、杉下茂が復帰した。

## チーム成績

### レギュラーシーズン
| 1 | 右 | 島野育夫   |
| 2 | 中 | 中利夫     |
| 3 | 二 | 高木守道   |
| 4 | 左 | 江藤慎一   |
| 5 | 一 | 広野功     |
| 6 | 遊 | 一枝修平   |
| 7 | 捕 | 木俣達彦   |
| 8 | 三 | 伊藤竜彦   |
| 9 | 投 | 小川健太郎 |

| 順位 | 4月終了時 | 4月終了時 | 5月終了時 | 5月終了時 | 6月終了時 | 6月終了時 | 7月終了時 | 7月終了時 | 8月終了時 | 8月終了時 | 9月終了時 | 9月終了時 | 最終成績 | 最終成績 |
| ---- | --------- | --------- | --------- | --------- | --------- | --------- | --------- | --------- | --------- | --------- | --------- | --------- | -------- | -------- |
| 1位  | 巨人      | --        | 巨人      | --        | 巨人      | --        | 巨人      | --        | 巨人      | --        | 巨人      | --        | 巨人     | --       |
| 2位  | 阪神      | --        | 阪神      | 6.5       | 中日      | 6.0       | 中日      | 6.5       | 中日      | 17.0      | 中日      | 15.0      | 中日     | 12.0     |
| 3位  | 大洋      | 1.0       | 中日      | 7.5       | 阪神      | 8.0       | 阪神      | 10.0      | 阪神      | 17.5      | 阪神      | 15.5      | 阪神     | 14.0     |
| 4位  | 中日      | 2.5       | サンケイ  | 10.0      | サンケイ  | 13.0      | サンケイ  | 13.0      | 大洋      | 22.5      | 大洋      | 23.0      | 大洋     | 25.0     |
| 5位  | 広島      | 3.5       | 大洋      | 13.5      | 大洋      | 16.0      | 大洋      | 17.0      | サンケイ  | 24.0      | サンケイ  | 26.0      | サンケイ | 26.0     |
| 6位  | サンケイ  | 8.0       | 広島      | 16.5      | 広島      | 17.0      | 広島      | 19.5      | 広島      | 30.0      | 広島      | 34.5      | 広島     | 37.0     |

| 順位 | 球団             | 勝 | 敗 | 分 | 勝率 | 差   |
| 1位  | 読売ジャイアンツ | 84 | 46 | 4  | .646 | 優勝 |
| 2位  | 中日ドラゴンズ   | 72 | 58 | 4  | .554 | 12.0 |
| 3位  | 阪神タイガース   | 70 | 60 | 6  | .538 | 14.0 |
| 4位  | 大洋ホエールズ   | 59 | 71 | 5  | .454 | 25.0 |
| 5位  | サンケイアトムズ | 58 | 72 | 5  | .446 | 26.0 |
| 6位  | 広島カープ       | 47 | 83 | 8  | .362 | 37.0 |

## オールスターゲーム1967
| コーチ     | 西沢道夫   |          |          |        |
| ファン投票 | 江藤慎一   |          |          |        |
| 監督推薦   | 小川健太郎 | 新宅洋志 | 高木守道 | 中暁生 |
| 補充選手   | 板東英二   |          |          |        |

## できごと
- 5月18日 - 西沢道夫監督が慢性胃炎で倒れ、近藤貞雄投手コーチが監督代行に（ - 5月28日）。

## 表彰選手
| リーグ・リーダー | リーグ・リーダー | リーグ・リーダー | リーグ・リーダー |
| 選手名           | タイトル         | 成績             | 回数             |
| ---------------- | ---------------- | ---------------- | ---------------- |
| 中暁生           | 首位打者         | .343             | 初受賞           |
| 小川健太郎       | 最多勝利         | 29勝             | 初受賞           |
| 小川健太郎       | 沢村賞           |                  | 初受賞           |

| ベストナイン | ベストナイン | ベストナイン |
| 選手名       | ポジション   | 回数         |
| ------------ | ------------ | ------------ |
| 小川健太郎   | 投手         | 初受賞       |
| 高木守道     | 二塁手       | 5年連続5度目 |
| 中暁生       | 外野手       | 3年連続4度目 |

## ドラフト
| 順位 | 選手名     | 守備位置 | 所属           | 結果                   |
| ---- | ---------- | -------- | -------------- | ---------------------- |
| 1位  | 土屋紘     | 投手     | 電電東京       | 入団                   |
| 2位  | 江島巧     | 外野手   | 平安高         | 入団                   |
| 3位  | 若生和也   | 投手     | 立正佼成会     | 入団                   |
| 4位  | 村上真二   | 内野手   | 今治南高       | 入団                   |
| 5位  | 皆木敏夫   | 投手     | 日本大学櫻丘高 | 拒否                   |
| 6位  | 工藤真     | 投手     | 豊橋東高       | 拒否・慶應義塾大学進学 |
| 7位  | 佐々木辰夫 | 投手     | 四国電力       | 拒否                   |
| 8位  | 星野秀孝   | 投手     | 沼田高武尊分校 | 入団                   |
| 9位  | 金博昭     | 外野手   | 立正佼成会     | 入団                   |